# Olgun Şimşek
Olgun Şimşek (1971, Orhangazi, Bursa) é um artista turco de teatro e cinema.
De ascendência curda, recebeu inúmeros prêmios, especialmente o Golden Orange, por seu papel como Rıdvan no filme Yazı Tura (em português:  Cara ou Coroa), dirigido por Uğur Yücel.

## Vida pessoal
Ele completou o ensino primário e secundário em Mustafakemalpaşa, e se formou na Mustafakemalpaşa High School.